# De Visscher
De Visscher is een in 1875 gebouwde windmolen, gelegen aan de Groeneweg in Goirle. De molen is een beltmolen en is gebouwd als korenmolen. In 1944 heeft Duits artillerievuur de molen beschadigd, maar dat werd kort na de oorlog hersteld. De molen heeft dienstgedaan tot 1961, waarna De Visscher eigendom is geworden van de gemeente, die hem vervolgens in 1970 maalvaardig heeft gerestaureerd. De molen is sinds 5 november 1997 eigendom van de Stichting Akkermolens Goirle, die ook de andere Goirlese korenmolen De Wilde onderhoudt.
In de molen bevindt zich 1 koppel maalstenen. Dit is een koppel 16der (140 cm diameter) kunststenen, waarmee kan worden gemalen. De wieken zijn Oudhollands, met een vlucht van 25,90 m. De molen wordt gebruikt om biologisch veevoer te malen.
Het luiwerk, waarmee de zakken graan opgehesen worden, is een sleepluiwerk.

## Foto's

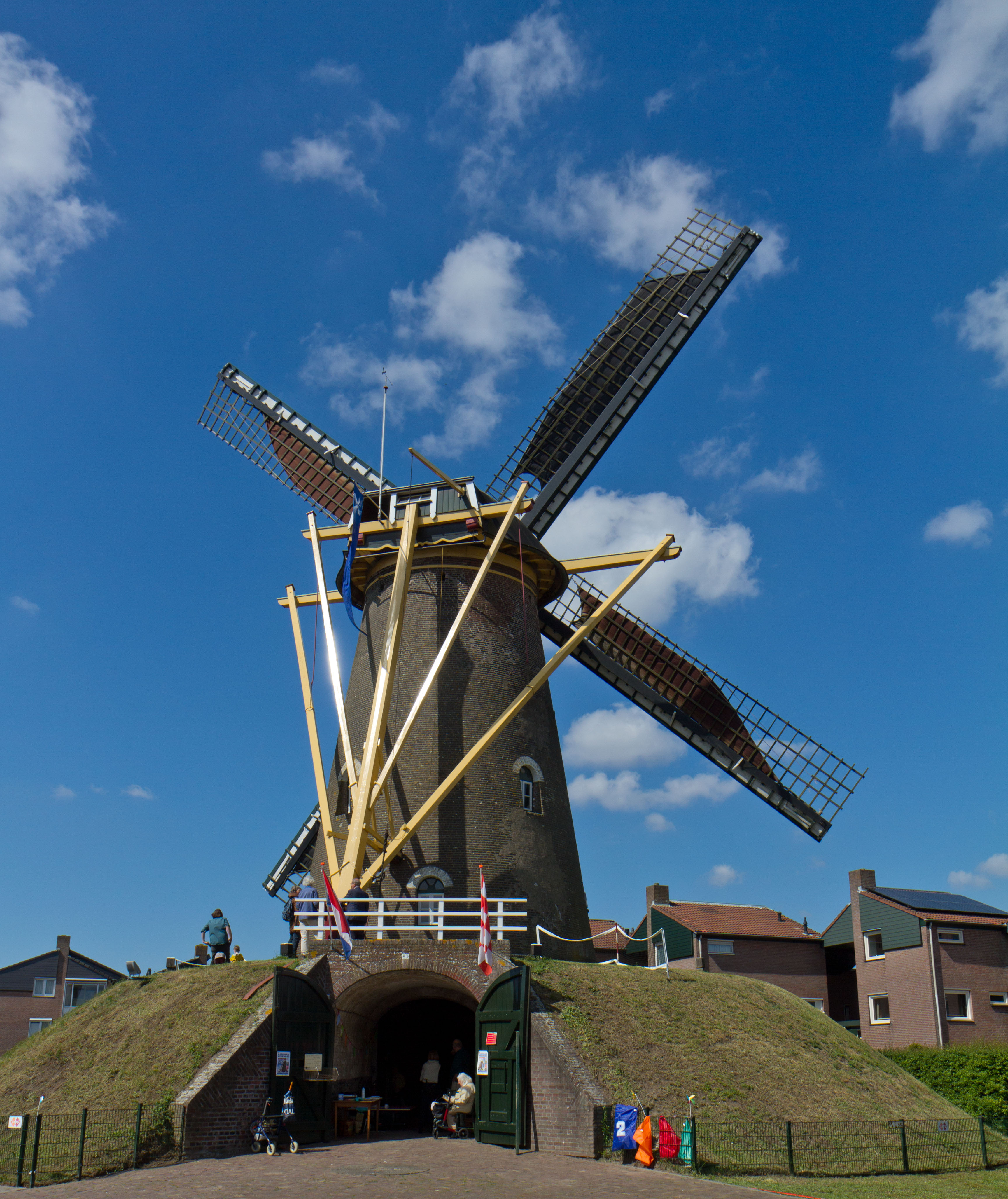
De Visscher op nationale molendag 2019
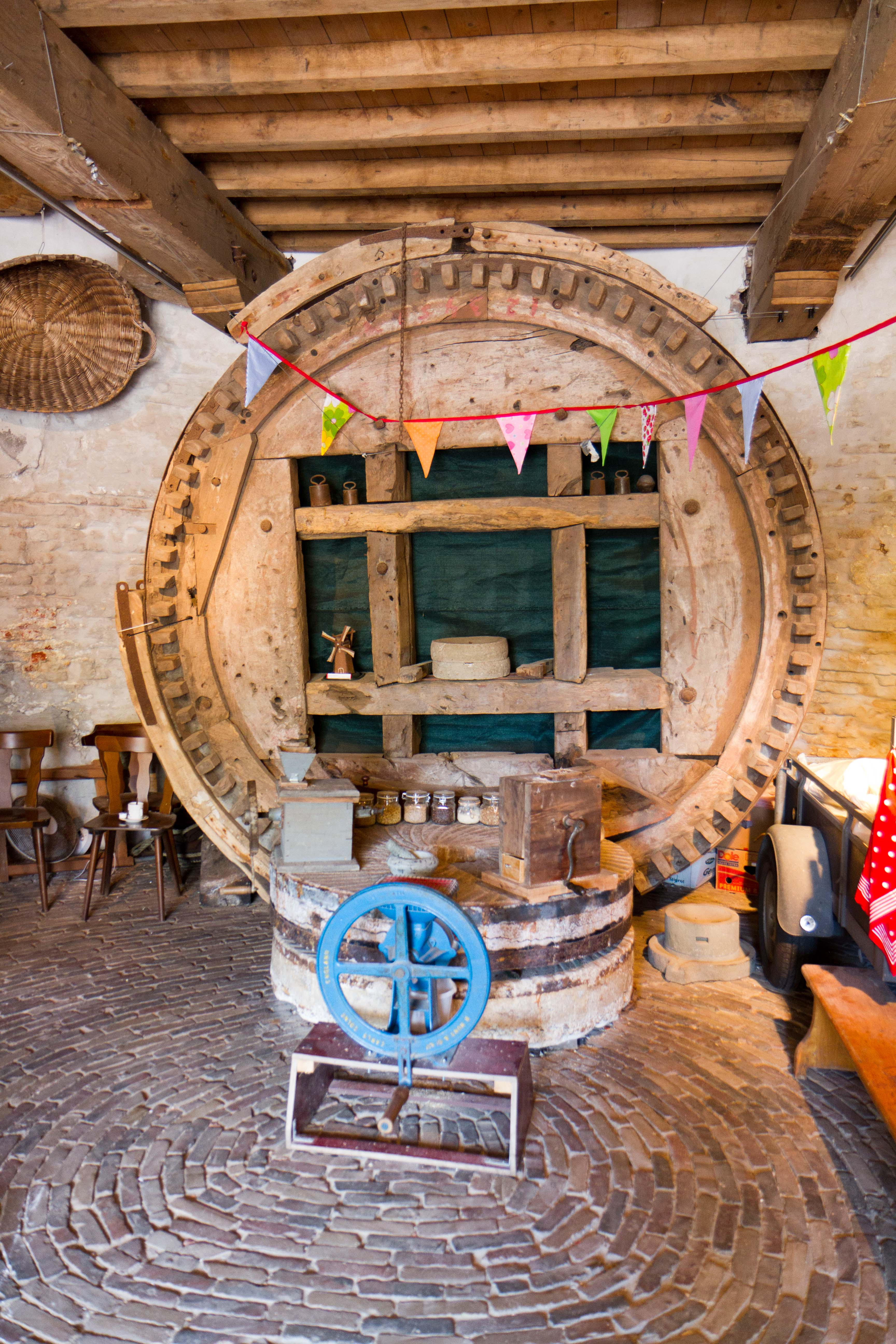
Een oud bovenwiel in de molen
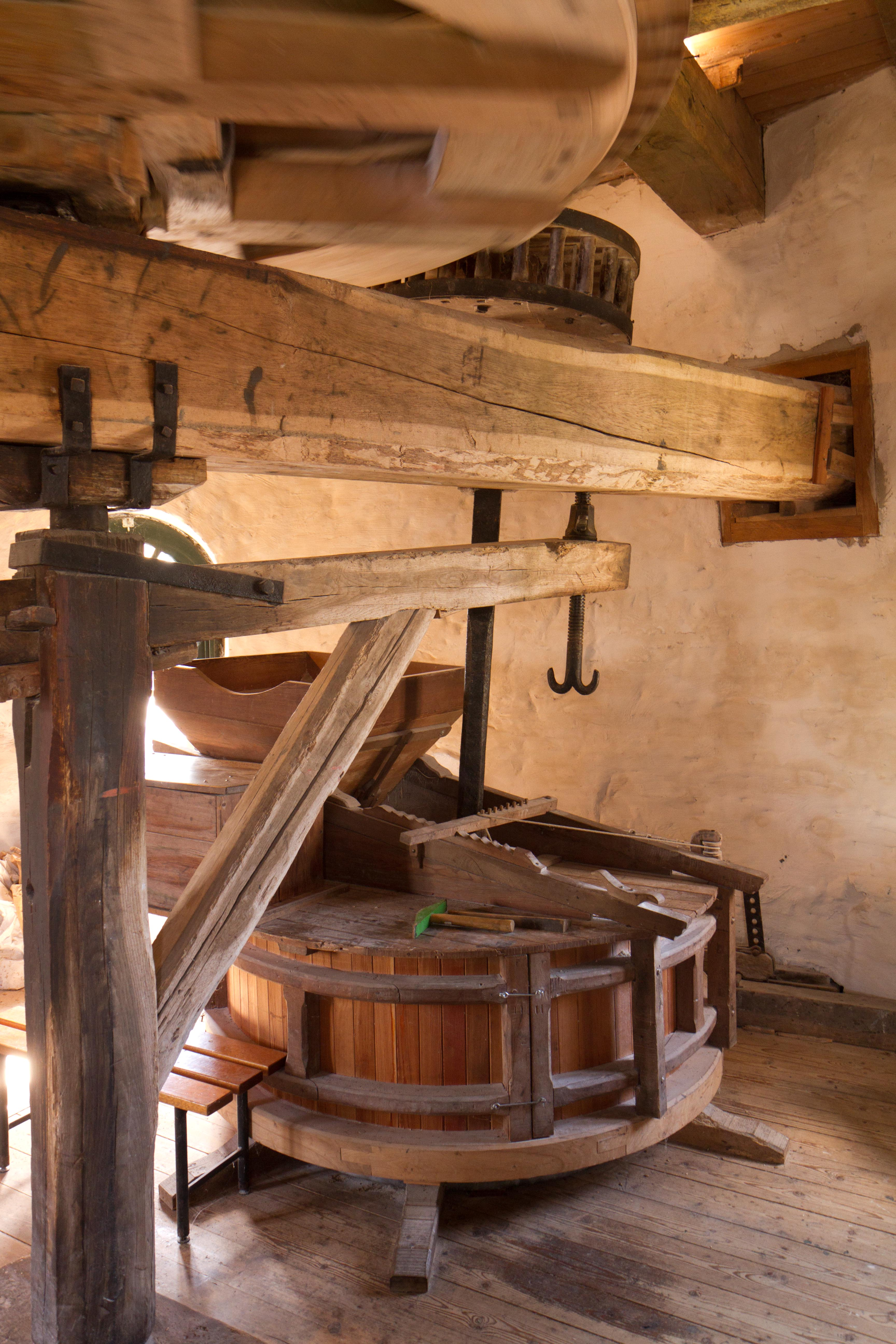
De steenzolder
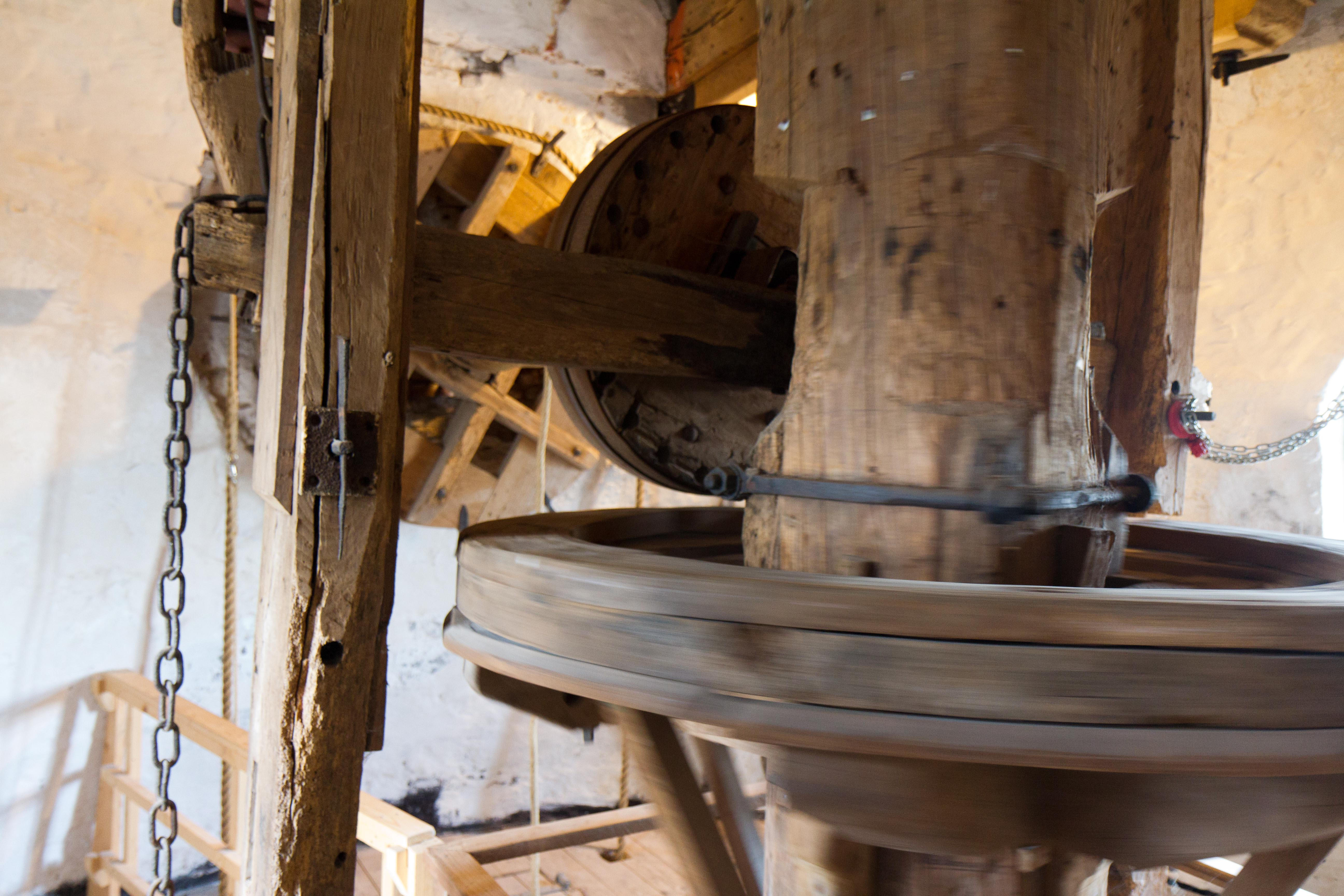
Het luiwerk